# 丛菔
丛菔（学名：Solms-laubachia pulcherrima）为十字花科丛菔属下的一个种。